# 侏儒鲍螺
侏儒鮑螺（學名：Haliotis jacnensis）是原始腹足目鮑螺科鮑螺屬的一種海洋腹足綱軟體動物。主要分布在臺灣沿岸，常棲息於亞潮間帶的岩石區域。